# فرانسس کوکا
فرانسس کوکا (انگلیسی: Frances Cuka؛ زادهٔ ۲۱ اوت ۱۹۳۶ – درگذشته ۱۶ فوریه ۲۰۲۰) بازیگر اهل بریتانیا بود.
از فیلم‌ها یا برنامه‌های تلویزیونی که وی در آن نقش داشته‌است، می‌توان به نزدیک‌تر به ماه، الیور توئیست، استخر، سفیدبرفی، هنری هشتم و قایم‌موشک اشاره کرد.